# Шварц, Всеволод Сергеевич
Всево́лод Серге́евич Шварц (23 июля 1921 — 26 июля 1994) —  литератор и литературный редактор в кино, методист ЛенТЭУ при ВЦСПС, а затем городской секции "ГЭБа" (с 1958). Автор книг об архитектурных ансамблях Ленинграда и пригородов. Кандидат искусствоведения.

## Биография
Родился в 1921 году в Витебске, где некоторое время работал его отец, Сергей Соломонович Шварц (1894—1940). Отец был сыном аптекаря из литовского местечка Сумилишки, он в 14 лет оставил родные места и примкнул к революционному движению. В Гражданскую войну дослужился до должности командира корпуса и был даже награжден одним из первых орденов Красного Знамени, а впоследствии находился на партийной работе, часто переезжая с места на место.
Детство провел в Германии, где в совершенстве выучил немецкий язык, и во Франции. В 1936 году Сева был с отцом на открытии Олимпиады в Берлине и даже вживую видел Гитлера. В 1937 году Сергею Шварцу было предписано вернуться в Москву, где он стал работать в ЦК, а Сева — учиться в престижной школе. 20 ноября 1938 года С. С. Шварц был арестован (считается, что сыграло роль его личное знакомство с Берия, с которым они в свое время вместе работали на Кавказе и сильно не любили друг друга). Несмотря на то, что Всеволоду с матерью пришлось переехать на окраину Москвы, ему удалось окончить школу и поступить в московский ГИТИС на театроведческий факультет (сыграла роль его любовь к театру). Он хорошо писал, блестяще говорил, и мог стать хорошим театральным критиком, исследователем театра.
С началом Зимней войны осенью 1939 года Всеволода призвали в армию, в зенитную артиллерию. Незадолго до вторжения Гитлеровской Германии воинскую часть, в которой он служил, до этого стоявшую на самой западной границе, перевели в Ригу. Воевал на сравнительно спокойном Северо-Западном фронте, где долгими месяцами и даже годами шли позиционные бои, и Всеволод даже ни разу не был ранен.
Закончил войну В. Шварц в Прибалтике в звании старшего сержанта, имел боевые награды. Попытка командования направить образованного, блестяще знающего немецкий молодого человека в школу офицеров не состоялась, когда выяснилось, что он сын «врага народа».
В 1945 году Всеволод приехал в Ленинград, куда, поближе к родственникам, перебралась его мать, мать, Берта Наумовна, поменяв жилплощадь в Москве на комнату в коммуналке на Моховой улице. В нескольких шагах оттуда располагался Театральный институт имени А. Н. Островского (сейчас Академия театра, музыки и кинематографии), куда Всеволод Сергеевич перевелся из ГИТИСа. Учёбу приходилось совмещать с работой, такак его мать нигде не работала и не получала ни копейки (он даже «перепрыгнул» через курс, чтобы быстрее закончить институт. В этот период В. С. Шварц занимался литературной поденщиной, давал частные уроки, даже резал резину. Однажды узнал о наборе на курсы экскурсоводов, и пошел на них, посчитав, что еще одна специальность в жизни пригодится.
В результате, на курсах он не только получил профессию, которая стала делом его жизни в течение многих лет, но и встретил свою будущую жену, Маргариту Сергеевну Шкутову, студентку Института иностранных языков, которая пришла на курсы без всяких видов на будущее, просто потому что очень любила город, и хотела знать о нем как можно больше. В 1949 году состоялась их свадьба.
В том же 1949 году Всеволод блестяще окончил институт, сдал на отлично экзамены в аспирантуру. Однако, начавшаяся в это время кампания против «безродных космополитов», когда повсюду обсуждалась «подрывная деятельность группы театральных критиков», не позволила ему поступить в аспирантуру, остаться на кафедре также не было возможности, и в итоге В. С. Шварц пришел работать в Городское экскурсионное бюро. К тому времени, он уже активно водил экскурсии. Вскоре его назначили методистом.
Его экскурсии отличало сочетание эмоциональности и логики. Он умел увлечь слушателей. Его речь всегда была эмоциональной, яркой, даже страстной. Он образно описывал события прошлого, предлагая экскурсантам наглядно их представить. Его экскурсии воспринимались не как нагромождение исторических фактов, а как связный рассказ со своей драматургией, с обязательными логическими переходами между остановками. Они были очень четко структурированы, ясны и логичны, хронометраж соблюдался безупречно.
Эта же четкость, ясность, логичность отличала его методические разработки. Если отбросить обязательную для того времени идеологическую «упаковку», они и сейчас могли бы служить весьма полезным материалом для экскурсоводов. Легко и хорошо написанные, емкие по содержанию и предельно информативные, они дают хорошие образцы того, какой может и должна быть экскурсия.
Работа Всеволода Сергеевича в экскурсионном бюро складывалась успешно, однако исторические потрясения настигли его и здесь. На очередном этапе гонений, в 1953 году, когда началось «дело врачей», его уволили. Несколько месяцев он был безработным. Пытался даже устроиться учеником слесаря на Металлический завод, но его и туда не взяли. Лишь после смерти Сталина он смог вернуться в экскурсионное бюро.
В 1956 году в издательстве «Искусство» вышла книга В. С. Шварца «Ленинград. Художественные памятники». В ней в популярной форме рассказывалось об основных художественных и исторических памятниках города. Она оказалась востребованной как туристами, приезжавшими в Ленинград, так и горожанами, желающими узнать больше об его истории. Вместе с тем, эта книга оказалась ценным пособием для экскурсоводов, ибо опиралась на практический опыт проведения экскурсий. Через несколько лет в этом же издательства вышла вторая книга В. С. Шварца «Пригороды Ленинграда. Художественные памятники». Обе эти книги пользовались большой популярностью и выдержали несколько переизданий.
В начале 1960-х годов В. Шварц сменил сферу деятельности, — стал редактором киностудии «Ленфильм». Там он проработал около 30 лет. Его имя значится с титрах многих фильмов. Работал с известными режиссерами — Семеном Арановичем, Алексеем Германом, Ильей Авербахом, Динарой Асановой, Владимиром Бортко, известными сценаристами -Анатолией Гребневым, Виктором Мережко, Юрием Клепиковым.
Этот период жизни Всеволода Сергеевича был сравнительно спокойным. Он много работал. Приходя с киностудии, часа два отдохнув, он каждый день садился за пишущую машинку. Продолжал сотрудничать с издательством «Искусство», выпустил книги «Павловск» и «Архитектурный ансамбль Марсова поля». Не забыл и свою давнюю месту — заниматься историей театра. Написал книгу об известном австрийском актере Йозефе Кайнце, проанализировав массу материала на немецком языке, и даже защитил по этой книге диссертацию. Но его желание целиком отдаться любимому делу, так и осталось неосуществленным.
Всеволод Сергеевич был добрым, мягким, но немного замкнутым, совершенно не тусовочным человеком. Раскрывался он только перед самыми близкими. Он был сугубо городским человеком — завсегдатаем Публичной библиотеки, Дом кино, Филармонии. Дома он собрал большую коллекцию грампластинок, в основном, с записями опер, которые любил слушать в минуты отдыха.
В конце жизни история еще раз проехалась своим катком по его судьбе. Распался старый «Ленфильм», сгорели сбережения, собранные за десятилетия работы. Привыкший к ежедневной занятости, Всеволод Сергеевич на пенсии остро ощущал свою не востребованность. Умер он в 1994 году, через два дня после своего 73-летия.

## Семья
Жена — Маргарита Сергеевна Шкутова. Дочь — Наталья Всеволодовна Климова.

## Публикации

### Книги
- Ленинград. Художественные памятники. — Л.: Искусство, 1956
- Ленинград. Историко-архитектурный очерк. — Л.: 1957
- Пригороды Ленинграда. Художественные памятники. — Л.-М.: Искусство, 1961
- Павловск : Дворцово — парковый ансамбль XVIII—XIX в в. — Л. : Искусство, 1980
- Архитектурный ансамбль Марсова поля. — Л.: 1989

## Работы, как редактора Ленфильма

### Фильмы
- «Степень риска» (1968);
- «Виринея» (1968);
- «Рокировка в длинную сторну» (1969);
- «Мама вышлда замуж» (1969);
- «Миссия в Кабуле» (1970);
- «Проверка на дорогах» (1971);
- «Драма из старинной жизни» (1971);
- «Монолог» (1972);
- «Гроссмейстер» (1972);
- «Сломанная подкова» (1973);
- «Не болит голова у дятла» (1974);
- «День приёма по личным вопросам» (1974);
- «Чужие письма»(1975);
- «Дневник директора школы» (1975);
- «И другие официальные лица» (1976);
- «Комиссия по расследованию» (1978);
- «Двадцать дней без войны» (1976);
- «Впервые замужем» (1979);
- «Мой папа — идеалист» (1980);
- «Голос» (1982);
- «Торпедоносцы» (1983);
- «Блондинка за углом» (1984);
- «Мой друг Иван Лапшин» (1984)

и другие.